# Dicranomyia (Dicranomyia) tessulata
Dicranomyia (Dicranomyia) tessulata is een tweevleugelige uit de familie steltmuggen (Limoniidae). De soort komt voor in het Palearctisch gebied.